# Typhina
Typhina is een geslacht van weekdieren uit de klasse van de Gastropoda (slakken).

## Soorten
- Typhina belcheri (Broderip, 1833)
- Typhina campbelli (Radwin & D'Attilio, 1976)
- Typhina expansa (Sowerby, 1874)
- Typhina latipennis (Dall, 1919)
- Typhina neocaledonica (Houart, 1987)
- Typhina nitens (Hinds, 1843)
- Typhina puertoricensis (Warmke, 1964)